# Фреге, Готлоб
Фри́дрих Лю́двиг Го́тлоб Фре́ге (нем. Friedrich Ludwig Gottlob Frege, 8 ноября 1848, Висмар — 26 июля 1925, Бад-Клайнен) — немецкий логик, математик и философ. Представитель школы аналитической философии.
Сформулировал идею логицизма, то есть направление в основаниях математики и философии математики, основным тезисом которого является утверждение о «сводимости математики к логике».

## Биография
Фреге родился в 1848 году в Висмаре, Мекленбург-Шверин (на сегодня — это часть Мекленбург-Передняя Померания). Отец Фреге был учителем математики и директором средней школы для девочек. Фреге начал своё высшее образование в Йенском университете в 1869 году. Через два года он переехал в Гёттинген, где защитил в 1873 году диссертацию по математике «Über eine geometrische Darstellung der imaginären Gebilde in der Ebene» (О геометрическом представлении воображаемых объектов на плоскости).
После защиты диссертации он вернулся в Йену, где под руководством Аббе написал хабилитационную работу «Rechnungsmethoden, die sich auf eine Erweitung des Größenbegriffes gründen» (Методы расчётов, которые основаны на расширении понятия размерности) (1874) и получил место приват-доцента (1875). В 1879 году он стал экстраординарным, в 1896-м — ординарным профессором. Из его непосредственных учеников широко известен только Рудольф Карнап (впоследствии — один из членов Венского кружка и автор ряда важных работ по философии науки). Поскольку все дети Фреге умерли до достижения зрелости, в 1905 году он взял в дом приёмного сына.

## Научная деятельность
Популяризация его идей Карнапом, Бертраном Расселом и Людвигом Витгенштейном сделала Фреге известным в определённых кругах ещё в 1930-е годы. В англоязычном мире его работы стали широко известны только после Второй мировой войны, в значительной степени благодаря тому, что многие логики и философы, считавшие наследие Фреге важным вкладом в развитие философской мысли (например, Рудольф Карнап, Курт Гёдель и Альфред Тарский), вынуждены были эмигрировать в США. Они способствовали появлению английских переводов основных работ Фреге, которые и принесли ему широкую известность.

### Работа в логике
Несмотря на то, что его образование и ранняя математическая работа были сосредоточены в основном на геометрии, работа Фреге вскоре начала затрагивать логику в большей степени. Им была написана книга под названием «Begriffsschrift» о логике. Цель Фреге состояла в том, чтобы показать, что истоки математики — логика, и при этом он разработал методы, которые вывели его далеко за пределы аристотелевской силлогистической и стоической логики высказываний, которая дошла до него в процессе изучения логики.

### Вклад в логику и философию языка
Вклад Фреге в логику многие сравнивают с вкладом Аристотеля, Курта Гёделя и Альфреда Тарского. Его революционное сочинение Begriffsschrift (Исчисление понятий) (1879) положило начало новой эпохе в истории логики. В Begriffsschrift Фреге с совершенно новых позиций пересмотрел ряд математических проблем, включая ясную трактовку понятий функции и переменных. Он, по сути дела, изобрел и аксиоматизировал логику предикатов, благодаря своему открытию кванторов, использование которых постепенно распространилось на всю математику и позволило решить средневековую проблему множественной общности. Эти достижения открыли дорогу к теории описаний Бертрана Рассела и Principia Mathematica (написанной Расселом вместе с Альфредом Уайтхедом) и к знаменитой гёделевской теореме о неполноте.
Фреге ввел различение между смыслом (нем. Sinn) и значением (нем. Bedeutung) понятия, обозначаемого определённым именем (так называемый треугольник Фреге или семантический треугольник: знак—смысл—значение). Под значением в рамках его системы представлений понималась предметная область, соотнесенная с неким именем. Под смыслом подразумевается определённый аспект рассмотрения этой предметной области. Например, некто может знать имена Марк Твен (Mark Twain) и Сэмюэл Клеменс (Samuel Clemens), не понимая, что они относятся к одному и тому же объекту, поскольку они «представляют его различными способами», что означает, что смысл их различен.

Первое в России исследование логико-арифметической концепции Готлоба Фреге предпринял математик В. В. Мадер в книге «Введение в методологию математики», в которой он сделал вывод, что «природа математических объектов — это всего лишь те роли, которые они исполняют в объемлющей, аксиоматически заданной системе. Получается, что при аксиоматическом подходе „наличное бытие“ индивидуальных предметов оказывается чем-то неуловимым, не поддающимся ни описанию, ни определению. Вследствие этого сама аксиоматическая система приобретает видимость своеобразной игры с символами», и поэтому позволяет посмотреть на концепцию Фреге не только с математической, но и с философской точки зрения.
«Попытка сведения арифметики к логике, предпринятая Готлобом Фреге, дает толчок к развитию математической логики и представляет собой один из первых примеров создания формально-логической языковой системы оснований (такие системы впоследствии получили название систем фреге-расселовского типа)… Обнаружение противоречивости фрегевской системы не препятствует Расселу развивать логицистскую концепцию, разработку которой начал Фреге. Рассел стремится избежать трудностей, с которыми столкнулись создатели теории множеств и Готлоб Фреге. Логицисты (Рассел и Уайтхед), пытаясь свести всю „чистую“ математику к логике, достигают значительных результатов. Они разрабатывают формально-логическую языковую систему, средствами которой вполне выразимы основные законы, понятия и объекты чистой математики. И доказанная Гёделем позднее ограниченность формальных методов и невозможность создания непротиворечивой и полной (одновременно) формализованной системы арифметики (а также любой системы, содержащей арифметику) не может, тем не менее, умалить значимость рассмотренного периода становления и развития аналитической философии математики». Е. Арепьев
В XX в. заметный вклад в изучение философии Фреге внёс Майкл Даммит.

### Основные работы
- Begriffsschrift, eine der arithmetischen nachgebildete Formelsprache des reinen Denkens, Halle a. S., 1879 (Исчисление понятий, или подражающий арифметике формальный язык чистого мышления.)
- Die Grundlagen der Arithmetik: eine logisch-mathematische Untersuchung über den Begriff der Zahl, Breslau, 1884 (Основы арифметики: логически-математическое исследование о понятии числа.)
- «Funktion und Begriff»: Vortrag gehalten in der Versammlung vom 9. Januar 1891 der Jenaischen Gesellschaft für Medizin und Naturwissenschaft, Jena, 1891 (Функция и понятие.)
- «Über Sinn und Bedeutung», Zeitschrift für Philosophie und philosophische Kritik, (1892): 25-50 (О смысле и значении.)
- «Über Begriff und Gegenstand», Vierteljahresschrift für wissenschaftliche Philosophie, XVI (1892): 192—205 (О понятии и предмете.)
- Grundgesetze der Arithmetik, Jena: Verlag Hermann Pohle, Band I (1893), Band II (1903) (Основные законы арифметики.)
- «Was ist eine Funktion?», в кн: Festschrift Ludwig Boltzmann gewidmet zum sechzigsten Geburtstage, February 20, 1904, S. Meyer (ed.), Leipzig, 1904, pp. 656—666 (Что такое функция?)
- «Der Gedanke. Eine logische Untersuchung», в кн: Beiträge zur Philosophie des Deutschen Idealismus I (1918—1919): 58-77 (Мысль. Логическое исследование.)
- «Die Verneinung», в кн: Beiträge zur Philosophie des deutschen Idealismus I (1918—1919): 143—157 (Отрицание.)
- «Gedankengefüge», в кн: Beiträge zur Philosophie des Deutschen Idealismus III (1923): 36-51 (Устройство мысли.)

### Работы Фреге
- Готлоб Фреге. Избранные работы. М., 1997.
- Frege on Being, Existence and Truth
- Begriffsschrift in LATEX
- Die Grundlagen der Arithmetik in PDF